# 八幡東インターチェンジ
八幡東インターチェンジ（やわたひがしインターチェンジ）は、京都府八幡市の第二京阪道路（国道1号）のインターチェンジである。巨椋池IC方面のハーフICである。
建設時の仮称は、上津屋（こうづや）インターチェンジであった。

## 道路
- E89 第二京阪道路（4番）

## 接続する道路
- 国道1号（第二京阪道路一般部）

## 歴史
- 2003年（平成15年）3月30日 : 開通。

## 周辺
- 上津屋橋(流れ橋)
- 木津川
- ファミリーマート京都八幡総合センター
- ヤマダ電機京都八幡店

## 隣
E89 第二京阪道路
(3) 久御山南IC - (4) 八幡東IC - (10) 八幡京田辺JCT - 京田辺TB - (5) 京田辺松井IC - 京田辺PA - (6) 枚方東IC